# 미로염
미로염(labyrinthitis, 내이염)은 속귀의 체액으로 채워진 통로의 미로인 미로의 염증이다. 안뜰신경염(vestibular neuritis, 전정신경염)은 안뜰신경(운동 및 위치와 관련된 메시지를 뇌로 보내는 귀의 신경)의 염증이다. 두 가지 상태 모두 속귀의 염증과 관련이 있다. 전정계가 있는 미로는 머리의 위치나 머리의 움직임의 변화를 감지한다.

## 같이 보기
- 귀염
- 속귀
- 막 미로
- 뼈 미로